# هجوم كمين البرث
هجوم البرث أو هجوم رفح 2017 هو هجوم إرهابي وقع في 7 يوليو 2017 وقد نفذته عناصر تابعة لولاية سيناء على بعض نقاط التمركز العسكري جنوب مدينة رفح، وأسفر عن مقتل وإصابة عدد 26 فرد من أفراد القوات المسلحة، وكان من بين القتلى رئيس الكتيبة 103 أحمد منسي.
وبعد الهجوم، أدان الأزهر، والكنيسة القبطية الأرثوذكسية الهجوم. كما توالت الإدانات من المملكة العربية السعودية وألمانيا والمملكة المتحدة والإمارات والكويت وتونس وغيرهم.

## الهدف من الهجوم
تعد منطقة البرث بجنوب رفح نقطة أمنية هامة والتي تمثل عائقا أمام تسلل الإرهابيين، كون منطقة البرث مهمة بالنسبة لهم وتقطع طريق الإمدادات، وفشلت جميع المحاولات السابقة لاستهدافه، حيث يعتبر مربع البرث مركزا لقبيلة الترابين، وله أهمية لوجستية وأمنية، ومن النقاط التي تربط بين وسط سيناء من جهة ورفح والشيخ زويد من جهة أخرى.

## تفاصيل الهجوم
في تمام الرابعة فجر يوم 7 يوليو 2017، بدأ الهجوم بواسطة 150 مقاتل و12 عربة كروز محملة بالسلاح بالإضافة إلى أسلحة خفيفة ومتوسطة وقذائف آر بي جي وقذائف هاون ومدافع جرينوف وقنابل يدوية ومفخخات، قامت إحدى السيارات المفخخة التي تم تدريعها جيدا وتمويهها داخل إحدى المزارع، بالدخول إلى كمين «البرث» برفح، فتعاملت معها قوات الكمين، ولكن لشدة تدريعها انفجرت قرب الكمين، وخلال دقيقة كانت بقية القوات في أماكنها ترد على الإرهابيين.
وفي الوقت نفسه قامت بعض العناصر بتطويق الكمين بالكامل وزرع عدد من الألغام لصد محاولات الدعم البري، وقامت عناصر الكتيبة بصد الهجوم وتبادل إطلاق النار وتمكنت من الصمود طوال 4 ساعات، تعرضت قوات الدعم التي تحركت لإنقاذ الكمين إلى هجوم بالألغام والسيارات المفخخة ولم تستطيع الوصول بسرعة إلى الكمين، وبعد مرور 4 ساعات وصلت وحدات الدعم الجوي وقامت بقصف العناصر مما دفعهم للتراجع والهروب.
سقط في هذه المعركة العقيد أحمد المنسي، قائد الكتيبة 103 صاعقة بواسطة طلقة قناصة وقُتِل العديد من الضباط والجنود، وفي المقابل تم قتل أكثر من 40 من العناصر الإرهابية وتدمير 6 عربات تابعة لهم.

## أعمال فنية
- في رمضان 2020 تم عرض قصة الهجوم وأبطاله من القوات المسلحة المصرية من خلال مسلسل تليفزيوني مصري تحت اسم الاختيار.